# جبال أوغو
جبال أوغو (مرتفعات أوغو) معروفة أيضا باسم مرتفعات غالغودون، (بالصومالية: Buuraha Oogo)‏ سلسلة جبال في الصومال وصوماليلاند تقع في محافظتيسناج وتوغطير، بمتوسط ارتفاع يصل إلى 2,450 م (8,040 قدم) وتتميز ببيئة شبه صحراوية.
وفقًا لـ التوجه الثقافي الصومالي التي نشرها معهد اللغة الدفاعية في عام 2020، فإن جبال جوليس هي اسم آخر لتلال جلجالة، وهي جزء من سلسلة جبال كركار، وتقع مرتفعات أوغو جنوب سلسلة كركار الجبلية، وأشارت الدراسة إلى أنه توجد العديد من الأسماء المختلفة التي تطلق على هذه السلاسل الجبلية في مختلف المجتمعات.

## البيئة

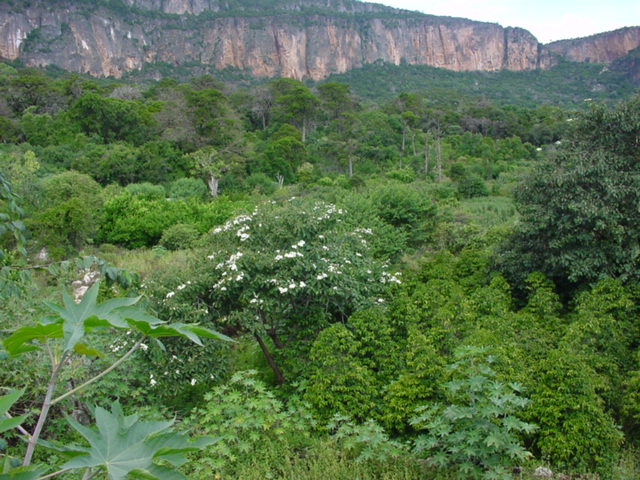
صورة مقربة لأنواع من النباتات التي تتميز بها سلسلة جبال علمدو

نظرًا لموقع مرتفعات أوغو، فإنها تتمتع بمناخ معتدل. كما تشهد هبوب الرياح الموسمية القادمة من جهة المحيط الهندي، ما يؤدي إلى موسم ممطر يستمر من يونيو حتى منتصف سبتمبر.

## المناخ
يُقدر متوسط درجة الحرارة السنوية في جبال أوغو بـ 20 إلى 26 °م (68 إلى 79 °ف)، و يصل هطول الأمطار إلى أقصى حد له في مارس، ويصل إلى أدنى مستوياته في أغسطس، ويُقدر متوسط هطول الأمطار السنوي بحوالي 500–700 مـم (20–28 بوصة) . 

البيانات الواردة أدناه مستمدة من محطة Gudaado، وتوضح المناخ الذي تتميز به المنطقة المتميزة بخصائص قارية متوسطية قوية حسب تصنيف كوبن ويشبه الوضع المناخي في هذه المنطقة مناخ منطقة ألتيبلانو، نظرًا لأنماط المطر والمناخ شبه الصحراوي، والتغيرات الهائلة في درجات الحرارة خلال النهار، وقربها من الصحراء الصومالية، والتغيرات الموسمية التي لا تكون شديدة البرودة ولا شديدة الحرارة في أقصى الحدود.
| البيانات المناخية لـGudaado (10°44'03.3"N 47°13'56.6"E) (elev. 2239 metres above sea level) | البيانات المناخية لـGudaado (10°44'03.3"N 47°13'56.6"E) (elev. 2239 metres above sea level) | البيانات المناخية لـGudaado (10°44'03.3"N 47°13'56.6"E) (elev. 2239 metres above sea level) | البيانات المناخية لـGudaado (10°44'03.3"N 47°13'56.6"E) (elev. 2239 metres above sea level) | البيانات المناخية لـGudaado (10°44'03.3"N 47°13'56.6"E) (elev. 2239 metres above sea level) | البيانات المناخية لـGudaado (10°44'03.3"N 47°13'56.6"E) (elev. 2239 metres above sea level) | البيانات المناخية لـGudaado (10°44'03.3"N 47°13'56.6"E) (elev. 2239 metres above sea level) | البيانات المناخية لـGudaado (10°44'03.3"N 47°13'56.6"E) (elev. 2239 metres above sea level) | البيانات المناخية لـGudaado (10°44'03.3"N 47°13'56.6"E) (elev. 2239 metres above sea level) | البيانات المناخية لـGudaado (10°44'03.3"N 47°13'56.6"E) (elev. 2239 metres above sea level) | البيانات المناخية لـGudaado (10°44'03.3"N 47°13'56.6"E) (elev. 2239 metres above sea level) | البيانات المناخية لـGudaado (10°44'03.3"N 47°13'56.6"E) (elev. 2239 metres above sea level) | البيانات المناخية لـGudaado (10°44'03.3"N 47°13'56.6"E) (elev. 2239 metres above sea level) | البيانات المناخية لـGudaado (10°44'03.3"N 47°13'56.6"E) (elev. 2239 metres above sea level) |
| الشهر                                                                                       | يناير                                                                                       | فبراير                                                                                      | مارس                                                                                        | أبريل                                                                                       | مايو                                                                                        | يونيو                                                                                       | يوليو                                                                                       | أغسطس                                                                                       | سبتمبر                                                                                      | أكتوبر                                                                                      | نوفمبر                                                                                      | ديسمبر                                                                                      | المعدل السنوي                                                                               |
| ------------------------------------------------------------------------------------------- | ------------------------------------------------------------------------------------------- | ------------------------------------------------------------------------------------------- | ------------------------------------------------------------------------------------------- | ------------------------------------------------------------------------------------------- | ------------------------------------------------------------------------------------------- | ------------------------------------------------------------------------------------------- | ------------------------------------------------------------------------------------------- | ------------------------------------------------------------------------------------------- | ------------------------------------------------------------------------------------------- | ------------------------------------------------------------------------------------------- | ------------------------------------------------------------------------------------------- | ------------------------------------------------------------------------------------------- | ------------------------------------------------------------------------------------------- |
| متوسط درجة الحرارة الكبرى °م (°ف)                                                           | 22.6 (72.7)                                                                                 | 23.7 (74.7)                                                                                 | 24.1 (75.4)                                                                                 | 23.8 (74.8)                                                                                 | 24.6 (76.3)                                                                                 | 27.1 (80.8)                                                                                 | 27.1 (80.8)                                                                                 | 26.9 (80.4)                                                                                 | 26.4 (79.5)                                                                                 | 23.0 (73.4)                                                                                 | 22.3 (72.1)                                                                                 | 22.2 (72.0)                                                                                 | 24.5 (76.1)                                                                                 |
| المتوسط اليومي °م (°ف)                                                                      | 16.7 (62.1)                                                                                 | 17.8 (64.0)                                                                                 | 19.0 (66.2)                                                                                 | 19.6 (67.3)                                                                                 | 20.0 (68.0)                                                                                 | 22.0 (71.6)                                                                                 | 22.3 (72.1)                                                                                 | 22.1 (71.8)                                                                                 | 21.3 (70.3)                                                                                 | 18.1 (64.6)                                                                                 | 17.0 (62.6)                                                                                 | 16.4 (61.5)                                                                                 | 19.4 (66.8)                                                                                 |
| متوسط درجة الحرارة الصغرى °م (°ف)                                                           | 11.7 (53.1)                                                                                 | 12.8 (55.0)                                                                                 | 14.3 (57.7)                                                                                 | 15.6 (60.1)                                                                                 | 16.1 (61.0)                                                                                 | 17.3 (63.1)                                                                                 | 17.8 (64.0)                                                                                 | 17.8 (64.0)                                                                                 | 17.1 (62.8)                                                                                 | 13.9 (57.0)                                                                                 | 12.5 (54.5)                                                                                 | 11.6 (52.9)                                                                                 | 14.9 (58.8)                                                                                 |
| معدل هطول الأمطار مم (إنش)                                                                  | 9 (0.4)                                                                                     | 17 (0.7)                                                                                    | 58 (2.3)                                                                                    | 160 (6.3)                                                                                   | 140 (5.5)                                                                                   | 6 (0.2)                                                                                     | 1 (0.0)                                                                                     | 3 (0.1)                                                                                     | 22 (0.9)                                                                                    | 90 (3.5)                                                                                    | 35 (1.4)                                                                                    | 12 (0.5)                                                                                    | 553 (21.8)                                                                                  |
| المصدر: Climate Data                                                                        |                                                                                             |                                                                                             |                                                                                             |                                                                                             |                                                                                             |                                                                                             |                                                                                             |                                                                                             |                                                                                             |                                                                                             |                                                                                             |                                                                                             |                                                                                             |